# Daniel Coleman
Daniel Coleman (1º gennaio 1984) è un ex calciatore ghanese, di ruolo centrocampista.

## Nazionale
Esordisce con la nazionale ghanese nel 2004.